# Національна асоціація медіа
Національна асоціація медіа (НАМ) — найбільше професійне об'єднання українських медіа. 
За заявою об'єднання, основні завдання НАМ — захищати свободу слова, розвивати вільний медіаринок та сприяти процвітанню учасників асоціації.
Почесний голова Національної асоціації медіа — Лебедєва Тетяна Яківна, член Національної ради України з питань телебачення і радіомовлення у 2003—2010 роках.
До 2019 року організація носила назву «Незалежна асоціація телерадіомовників».

## Історія
Незалежна асоціація телерадіомовників створена з ініціативи активістів національних і регіональних теле- та радіокомпаній України в травні 2000 року. 
Офіційна реєстрація відбулася 27 липня 2000 року, а з січня 2001 року організація отримала всеукраїнський статус. 
З жовтня 2007 року до членів НАМ приєднались загальнонаціональні комерційні радіомережі.
З 2019 року до членів НАМ приєдналася Національна суспільна телерадіокомпанія України.
У грудні 2019 року «Незалежна асоціація телерадіомовників» змінила назву на «Національна асоціація медіа».

## Діяльність
Асоціація працює за напрямками:
- Адвокація та лобіювання. Асоціація представляє інтереси членів НАМ в державних органах — Верховній Раді України, Національній раді з питань телебачення і радіомовлення, Державному комітеті з питань телебачення та радіомовлення та інших, — зокрема, в процесі підготовки нормативних актів;
- Правова підтримка. Кожен член асоціації отримує юридичну підтримку у вирішенні питань, пов'язаних з його діяльністю як суб'єкта інформаційної діяльності;
- Дослідження ринку. Професійна допомога в процесі реалізації дослідницьких проєктів членів асоціації;
- Навчальні програми. Створення сервісів для підвищення професійного рівня фахівців галузі телерадіомовлення;
- Обмін контентом. Допомога телерадіокомпаніям у наповненні ефіру якісною аудіовізуальною продукцією шляхом обміну;
- Інформаційна підтримка. Прес-центр НАМ інформує про головні події медіа галузі та висвітлює в ЗМІ новини членів асоціації.

## Проєкти організації
Щороку НАМ реалізує масштабні проєкти, які допомагають розвивати українські медіа:
- Конкурс професійної журналістики «Честь професії» (з 2010 року);[4][5][6];
- «Радіокомітет» – міжгалузеве об’єднання провідних радіомовників та рекламних агенцій;
- «Кіномедіа» – некомерційний кінофестиваль про принципи роботи газетярів, репортерів, телеведучих, практиків PR і інших, хто пише, знімає, розповідає та творить у сфері медіа[7];
- Контент фонд – це зібрання якісного національного медіапродукту зі всієї України, проєкт передбачає передачу компаніями записів програм власного виробництва для трансляції іншими членами НАМ на безоплатній основі.

## Правління
Правління є вищим органом управління НАМ в період між проведенням загальних зборів та може виконувати від імені НАМ будь-які дії, за винятком тих, що відносяться до виключної компетенції загальних зборів, компетенції виконавчого директора чи ревізійної комісії. Правління обирається загальними зборами у кількості 15 осіб терміном на три роки з представників членів НАМ. Головним завданням члена Правління є діяльність, спрямована на досягнення мети та виконання завдань НАМ.
Голова правління — Сергєєв Геннадій Анатолійович, директор ТОВ МТРК «Чернівці», м. Чернівці.
Виконавчий директор — М'ясникова Катерина Андріївна.

## Члени
До складу асоціації входять понад 100 телерадіоорганізацій з різних регіонів України. Серед них: Національна суспільна телерадіокомпанія України (Українське радіо, радіо "Промінь", радіо "Культура"), «Юг» (Бердянськ), «ВІЖН ТБ» (Київ), «Маріупольське телебачення» (Маріуполь), ЮНІОН (Макіївка), Южненське телебачення (Южне), Шустер LIVE (Київ), ХІТ ФМ (Київ), ТРК «Морион» (Евпатория), ТРК «НТК» (Коломия), ТРА «Новий Чернігів» (Чернігів), телекомпанія «Сігма» (Лозова), телекомпанія «TV-4» (Тернопіль), телеканал ZIK (Львів), телеканал «ЧП-info» (Київ), Телеканал «Чернівці» (Чернівці), телеканал «АТР Т» (Сімферополь), ТВА (Чернівці), СТБ (Київ) Русское радио (Київ), РТВ (Ровеньки), РАІ (Бурштин), Радіо"Сяйво" 106,8 FM (Коломия), Радіо «Львівська хвиля» (Львів), Радіо Ренесанс, DJ FM (Київ), Радіо 4U (Львів), Радіо "Нова" (Нововолинськ), Радіо «Західний полюс» (Івано-Франківськ), Пріорітет (Кременчук), представництво «СЕС Сіріус АБ» (Київ), ОПТА (Київ), Обласний Центр естетичного виховання (Ізмаїл), НТС — Независимое Телевидение Севастополя (Севастополь), Наше Радіо (Київ), Народное Радіо (Київ), Народний канал (Севастополь), МОРІОН (Євпаторія), Моє радіо 103,8 ФМ (Одеса), МЕНЮ-ТВ (Київ), ІТ-3 (Чорноморськ), Джем ФМ (Київ), Галичина ФМ (Львів), Авторадіо-Херсон (Херсон), Аверс (Луцьк), KISS FM (Київ), Capital-Media (Львів), 9 канал (Дніпро), 41 ТВК (Кам'янське), 34 телеканал (Дніпро), 21 канал (Ужгород), «Тор» (Слов'янськ), «Телеканал ТРТ», радіостанція «Твоє Радіо» (Трускавець), «САТ-плюс» (Слов'янськ), «Рівне 1» (Рівне), «Ретро ФМ», «РадіоКЛУБ» (Житомир), «Радіо Самара» (Павлоград), «ОРІОН» (Енергодар), «Новий канал» (Київ), «Наше радіо» (Київ), «ЛУЧ» (Красний Луч), «Доросле Радіо» (Київ), «Великий Луг» (Запоріжжя), «Англійський клуб ТБ» (Дніпро), «Агентство"Рейтинг» (Дніпро), «Авторадіо» (Київ), Первое радіо ФМ 1 (Одеса), «11 канал» (Дніпро).

## Офіційний сайт
www.nam.org.ua